# Marcella Detroit
Marcella Levy (Detroit, 21 de junio de 1952), conocida profesionalmente como Marcella Detroit, es una cantante, compositora y guitarrista estadounidense. Fue coautora del éxito de Eric Clapton de 1977 "Lay Down Sally" y lanzó su álbum debut Marcella en 1982. Se unió a Shakespears Sister en 1988 con la exmiembro de Bananarama, Siobhan Fahey.
Sus dos primeros álbumes, Sacred Heart (1989) y Hormonally Yours (1992), alcanzaron el top 10 de la lista de álbumes del Reino Unido. Detroit cantó la voz principal de su mayor éxito, "Stay", que estuvo ocho semanas consecutivas en el número uno de la lista de singles del Reino Unido en 1992. Detroit dejó la banda en 1993 y tuvo un éxito en el top 20 del Reino Unido con "I Believe" en 1994. Formó la Marcy Levy Band en 2002, y quedó tercera en la serie de ITV de 2010 Popstar a Operastar.

## Otras lecturas
- Larkin, Colin. The Guinness Encyclopedia of Popular Music, Guinness Publishing, 1992, ISBN 978-0851126623

- Datos: Q465610